# SEC16A
SEC16A‏ (SEC16 homolog A, endoplasmic reticulum export factor) هوَ بروتين يُشَفر بواسطة جين SEC16A في الإنسان.